# 蘇沃洛夫獎章

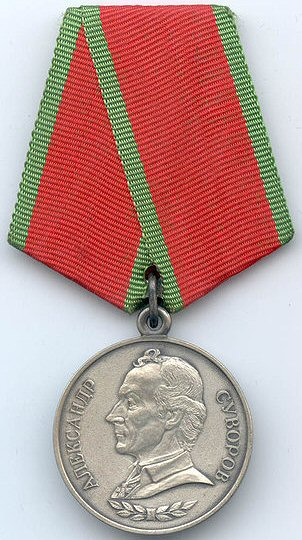

蘇沃洛夫獎章（俄语：Медаль Суворова）是依照俄羅斯聯邦總統令（1994年3月2日第442號“俄羅斯聯邦國家獎勵”）之規定所建立的俄羅斯聯邦國家獎項。獎牌上圖樣之作者是俄羅斯聯邦的榮譽藝術家A. V. Baklano 。